# دیوی فریک
دیوی فریک (انگلیسی: Davy Frick؛ زادهٔ ۵ آوریل ۱۹۹۰) بازیکن فوتبال اهل آلمان است.
از باشگاه‌هایی که در آن بازی کرده‌است می‌توان به باشگاه فوتبال تسویکاو و باشگاه فوتبال کارل زایس ینا اشاره کرد.